# Jonathan Fahn
Jonathan Fahn (New York, 12 aprile 1965) è un doppiatore statunitense, talvolta accreditato anche come Jonathan Charles.
È fratello dei doppiatori Tom Fahn e Melissa Fahn.

## Filmografia

### Anime
- Blue Dragon - Padre di Marumaro
- Digimon Adventure 02 - Secondo fratello Poi
- Naruto - Shikaku Nara
- Zatch Bell! - Gentiluomo inglese

### Lungometraggi
- MosquitoMan - Una nuova razza di predatori - Detective Charlie Morrison
- Yu Yu Hakusho: The Movie - Yusuke Urameshi